# 的場駅
的場駅（まとばえき）は、埼玉県川越市大字的場にある、東日本旅客鉄道（JR東日本）川越線の駅である。

## 歴史
川越線開通以前には、東武東上線の霞ヶ関駅が「的場駅」を名乗っている時期があった（1916年10月27日 - 1930年1月14日）。

### 年表
- 1940年（昭和15年）7月22日：開業[1][2]。
- 1958年（昭和33年）2月：分岐器を発条転轍器（スプリングポイント）に交換[3]。
- 1963年（昭和38年）3月16日：貨物の取り扱いを廃止[2]。
- 1984年（昭和59年）2月1日：荷物扱い廃止[2]。
- 1987年（昭和62年）4月1日：国鉄分割民営化に伴い、東日本旅客鉄道（JR東日本）の駅となる[2]。
- 2001年（平成13年）11月18日：ICカード「Suica」の利用が可能となる[広報 1]。

## 駅構造
島式ホーム1面2線を有する地上駅。ホーム中央には待合室がある。開業以来の駅舎（木造駅舎）からホームへは構内踏切で連絡している。近年、上屋の増築とスロープの設置が行われ、バリアフリーに配慮しているホームの南側に駅舎が設置されている。隣の笠幡駅とよく似た駅舎を持つ。
川越駅管理の業務委託駅（JR東日本ステーションサービス委託）。自動改札機は設置されていないが、簡易Suica改札機がある。自動券売機が設置されている。

### のりば
| 番線 | 路線          | 方向 | 行先                           | 備考                                                |
| ---- | ------------- | ---- | ------------------------------ | --------------------------------------------------- |
| 1    | ■川越・八高線 | 下り | 笠幡・高麗川・八王子・高崎方面 | 高崎方面（■八高線毛呂駅以北）へは高麗川駅で乗り換え |
| 2    | ■川越・埼京線 | 上り | 川越・大宮・池袋・新宿方面     | 大宮・新宿方面（南古谷駅以東）へは川越駅で乗り換え  |

（出典：JR東日本:駅構内図）

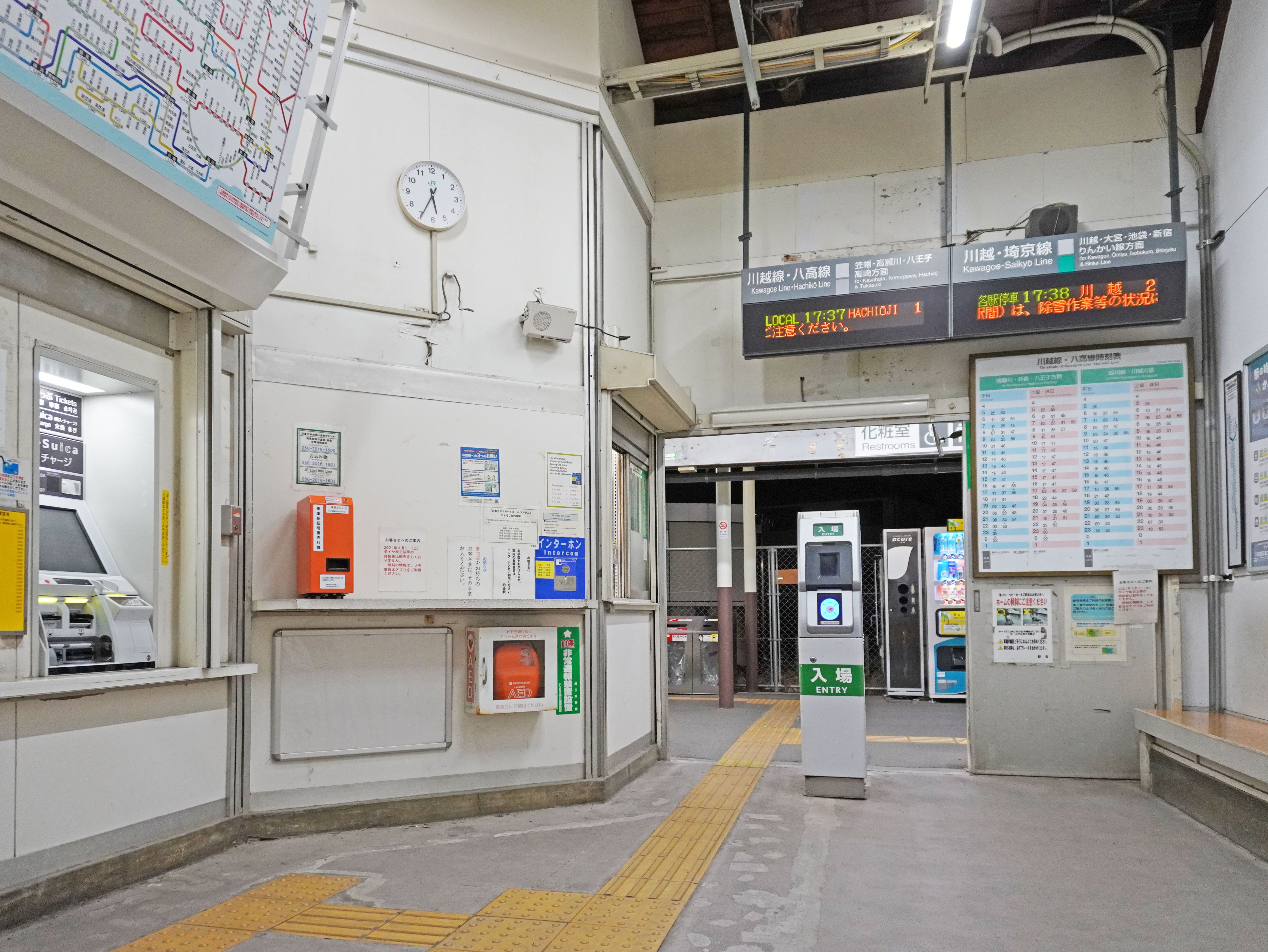
改札口と切符売り場（2022年12月）
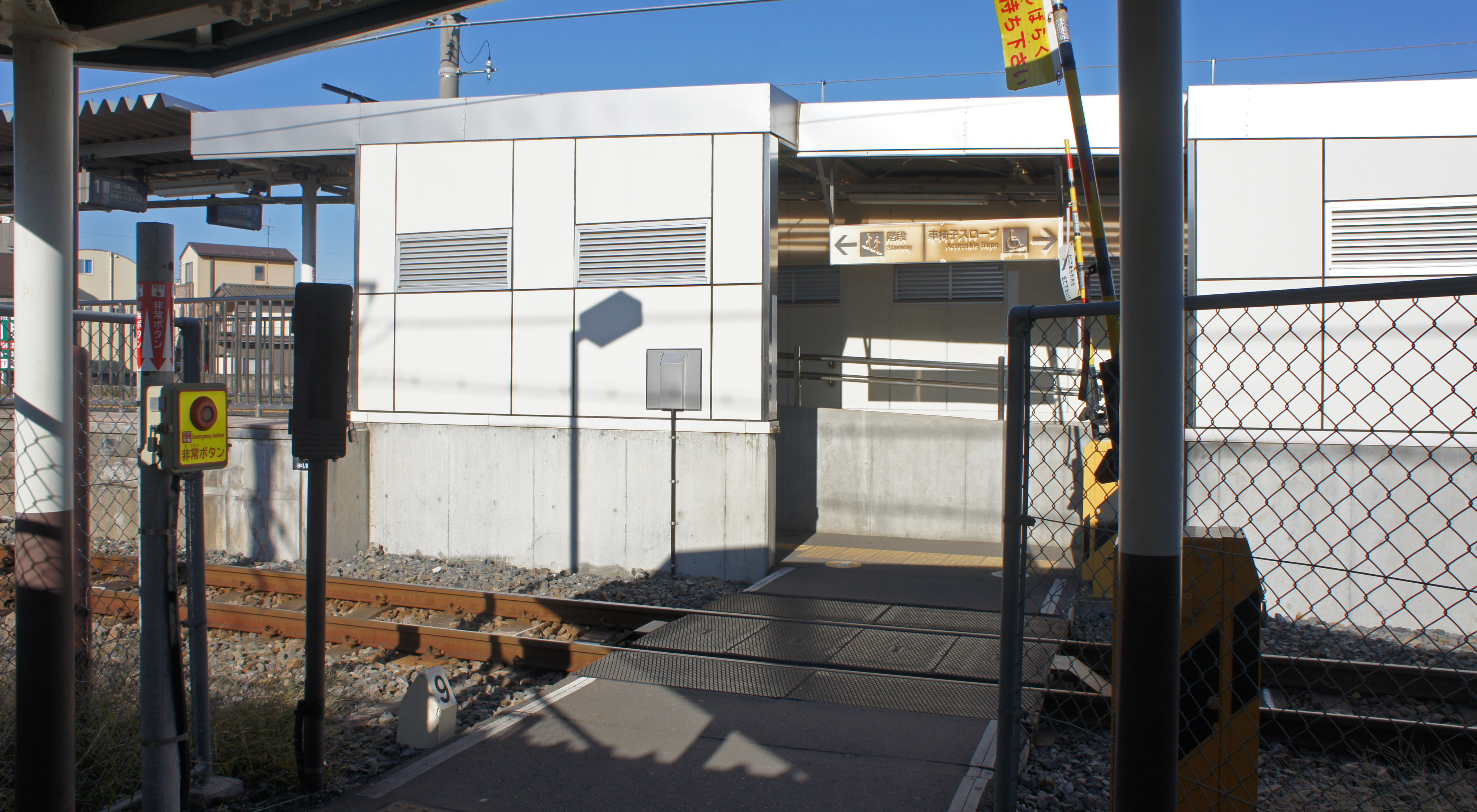
構内踏切（2019年11月）
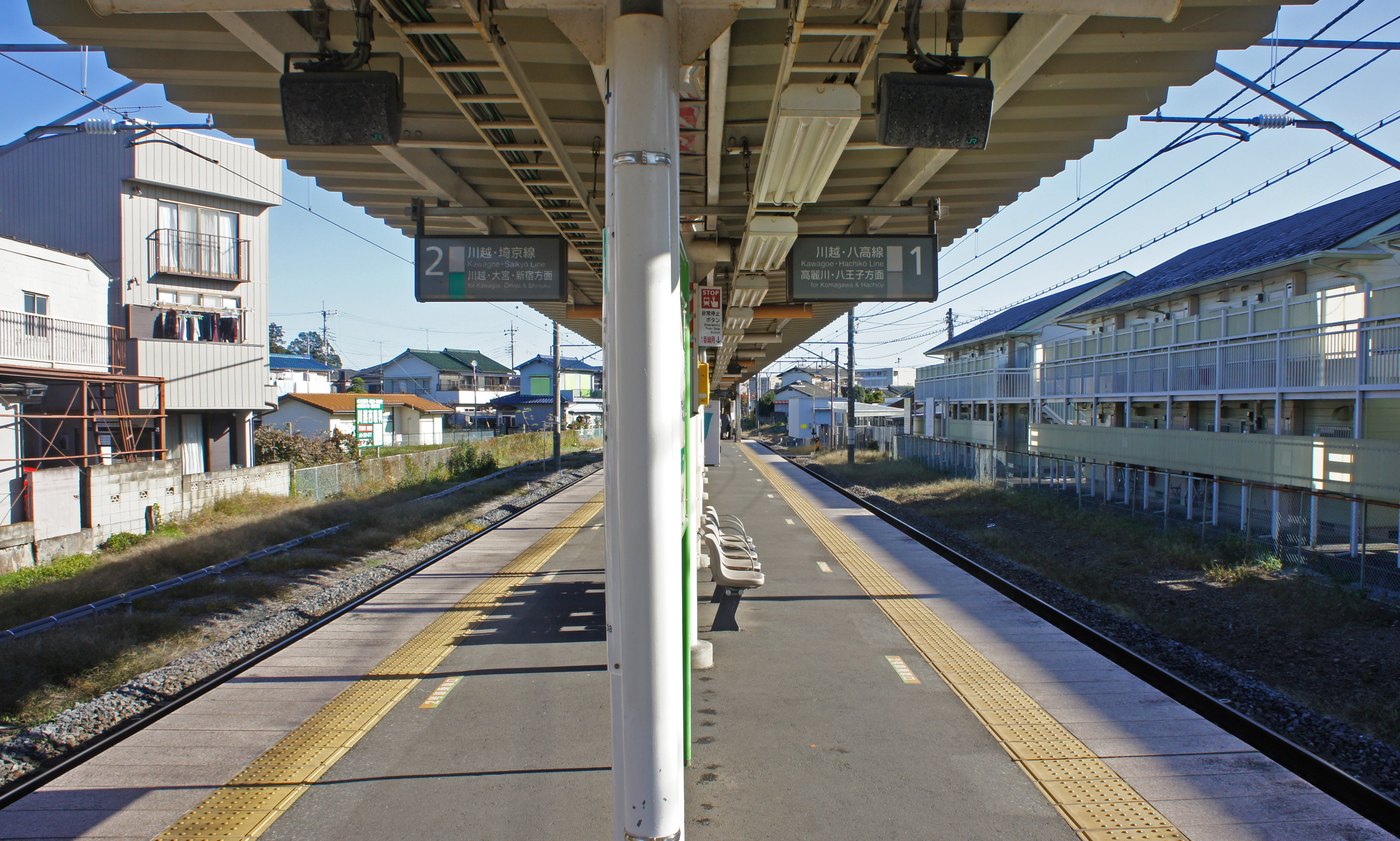
ホーム（2019年11月）

## 利用状況
2023年度（令和5年度）の1日平均乗車人員は3,052人である。
JR東日本および埼玉県統計年鑑によると、1990年度（平成2年度）以降の1日平均乗車人員の推移は以下の通り。
| 年度               | 1日平均 乗車人員 | 出典     |
| ------------------ | ---------------- | -------- |
| 1990年（平成02年） | 1,449            |          |
| 1991年（平成03年） | 1,640            |          |
| 1992年（平成04年） | 1,910            |          |
| 1993年（平成05年） | 2,222            |          |
| 1994年（平成06年） | 2,434            |          |
| 1995年（平成07年） | 2,475            |          |
| 1996年（平成08年） | 2,685            |          |
| 1997年（平成09年） | 2,707            |          |
| 1998年（平成10年） | 2,766            |          |
| 1999年（平成11年） | 2,781            | [ * 1 ]  |
| 2000年（平成12年） | 2,848            | [ * 2 ]  |
| 2001年（平成13年） | 2,837            | [ * 3 ]  |
| 2002年（平成14年） | 2,883            | [ * 4 ]  |
| 2003年（平成15年） | 2,905            | [ * 5 ]  |
| 2004年（平成16年） | 2,953            | [ * 6 ]  |
| 2005年（平成17年） | 2,956            | [ * 7 ]  |
| 2006年（平成18年） | 3,039            | [ * 8 ]  |
| 2007年（平成19年） | 3,053            | [ * 9 ]  |
| 2008年（平成20年） | 3,101            | [ * 10 ] |
| 2009年（平成21年） | 3,072            | [ * 11 ] |
| 2010年（平成22年） | 2,972            | [ * 12 ] |
| 2011年（平成23年） | 2,984            | [ * 13 ] |
| 2012年（平成24年） | 2,907            | [ * 14 ] |
| 2013年（平成25年） | 2,962            | [ * 15 ] |
| 2014年（平成26年） | 3,065            | [ * 16 ] |
| 2015年（平成27年） | 3,082            | [ * 17 ] |
| 2016年（平成28年） | 3,043            | [ * 18 ] |
| 2017年（平成29年） | 3,074            | [ * 19 ] |
| 2018年（平成30年） | 3,056            | [ * 20 ] |
| 2019年（令和元年） | 3,021            | [ * 21 ] |
| 2020年（令和02年） | 2,439            |          |
| 2021年（令和03年） | 2,747            |          |
| 2022年（令和04年） | 2,917            |          |
| 2023年（令和05年） | 3,052            |          |

## 駅周辺
- 霞ヶ関駅（東武東上本線）
- 的場郵便局
- 川越市立西図書館（徒歩15分）
- 東京国際大学
- 尚美学園大学
- 的場工業団地
- 川越的場バスストップ（関越自動車道） - 徒歩約10分
- BML総合研究所
- 本田金属技術本社
- ゴードー埼玉工場
- 日本ミルクコミュニティ 川越工場
- オザック精工本社工場
- 通信興業川越工場
- ベルク 的場店
- ザ・マーケットプレイス川越的場
  - ヤオコー 川越的場店
  - DAISO ザ・マーケットプレイス川越的場店
  - ノジマ 川越西店

## バス路線
『的場』停留所にて、西武バスが運行する路線バスが発着する。また、当駅より徒歩10分ほどの関越自動車道に「川越的場バスストップ」があり、信州、上越、北陸方面への高速バスが停車する。
かつては川越シャトルが『的場駅入口』停留所に乗り入れていたが、2018年4月1日のダイヤや路線などの見直しに伴い、取りやめられた。
- 川越35：かすみ野 / 本川越駅

## その他
- 駅の出入口を降りてすぐのところに「的場の由来」と書いてある看板があり、その看板には「的場駅の乗車券をお守りとして持ち帰る人もいる。」と表記してある。
- 西武鉄道安比奈線（1963年休止、2017年廃止）が旅客線化された場合、当駅まで延伸する構想があった。

## 隣の駅
東日本旅客鉄道（JR東日本）
■川越線
西川越駅 - 的場駅 - 笠幡駅

### 記事本文

##### 広報資料・プレスリリースなど一次資料
1. ↑  “Suicaご利用可能エリアマップ（2001年11月18日当初）” (PDF).   東日本旅客鉄道. 2019年7月27日時点のオリジナルよりアーカイブ。2020年4月29日閲覧。

### 利用状況
1. ↑  埼玉県統計年鑑 - 埼玉県
2. ↑  統計かわごえ - 川越市

JR東日本の2000年度以降の乗車人員
1. ↑  各駅の乗車人員（2000年度） - JR東日本
2. ↑  各駅の乗車人員（2001年度） - JR東日本
3. ↑  各駅の乗車人員（2002年度） - JR東日本
4. ↑  各駅の乗車人員（2003年度） - JR東日本
5. ↑  各駅の乗車人員（2004年度） - JR東日本
6. ↑  各駅の乗車人員（2005年度） - JR東日本
7. ↑  各駅の乗車人員（2006年度） - JR東日本
8. ↑  各駅の乗車人員（2007年度） - JR東日本
9. ↑  各駅の乗車人員（2008年度） - JR東日本
10. ↑  各駅の乗車人員（2009年度） - JR東日本
11. ↑  各駅の乗車人員（2010年度） - JR東日本
12. ↑  各駅の乗車人員（2011年度） - JR東日本
13. ↑  各駅の乗車人員（2012年度） - JR東日本
14. ↑  各駅の乗車人員（2013年度） - JR東日本
15. ↑  各駅の乗車人員（2014年度） - JR東日本
16. ↑  各駅の乗車人員（2015年度） - JR東日本
17. ↑  各駅の乗車人員（2016年度） - JR東日本
18. ↑  各駅の乗車人員（2017年度） - JR東日本
19. ↑  各駅の乗車人員（2018年度） - JR東日本
20. ↑  各駅の乗車人員（2019年度） - JR東日本
21. ↑  各駅の乗車人員（2020年度） - JR東日本
22. ↑  各駅の乗車人員（2021年度） - JR東日本
23. ↑  各駅の乗車人員（2022年度） - JR東日本
24. ↑  各駅の乗車人員（2023年度） - JR東日本

埼玉県統計年鑑
1. ↑  埼玉県統計年鑑（平成12年）
2. ↑  埼玉県統計年鑑（平成13年）
3. ↑  埼玉県統計年鑑（平成14年）
4. ↑  埼玉県統計年鑑（平成15年）
5. ↑  埼玉県統計年鑑（平成16年）
6. ↑  埼玉県統計年鑑（平成17年）
7. ↑  埼玉県統計年鑑（平成18年）
8. ↑  埼玉県統計年鑑（平成19年）
9. ↑  埼玉県統計年鑑（平成20年）
10. ↑  埼玉県統計年鑑（平成21年）
11. ↑  埼玉県統計年鑑（平成22年）
12. ↑  埼玉県統計年鑑（平成23年）
13. ↑  埼玉県統計年鑑（平成24年）
14. ↑  埼玉県統計年鑑（平成25年）
15. ↑  埼玉県統計年鑑（平成26年）
16. ↑  埼玉県統計年鑑（平成27年）
17. ↑  埼玉県統計年鑑（平成28年）
18. ↑  埼玉県統計年鑑（平成29年）
19. ↑  埼玉県統計年鑑（平成30年）
20. ↑  埼玉県統計年鑑（令和元年）
21. ↑  埼玉県統計年鑑（令和2年）